# Castell de Dosquers
El Castell de Dosquers és un castell del municipi de Maià de Montcal (Garrotxa) declarat bé cultural d'interès nacional.

## Descripció
Perviuen diversos fragments del recinte emmurallat, alguns de fins a vuit metres d'alçada, així com un gran fossat. Resten molt desfigurats els fossats de la banda nord i oest, i molt enrunades les parets del costat de migdia. Únicament fa presència un mur amb espitlleres a la banda nord-est. Fou bastit damunt de roca viva.

## Història
Probablement construït al segle XII, es va aixecar per controlar els camins que comunicaven Dosquers amb les terres empordaneses.
La primera notícia que fa referència al castell de Dosquers és de l'any 1245, data en què el bisbe de Girona, Guillem de Cabanelles, fa testament. En ell s'esmenta "Castrum nostrum de Duobus Queris". Sembla que fins aleshores el castell havia estat propietari personal del bisbe. El seu successor a la seu gironina va ser Berenguer de Castellbisbal (bisbe entre els anys 1245-1254). Arnau de Palol tenia drets sobre aquest castell que els reuniria i renunciaria a favor del bisbe esmentat.
El 1254 Jaume I va atorgar un privilegi al bisbe de Girona pel qual Dosquers, Crespià i Pedrinà deixaven d'estar sotmesos a la cúria de Besalú i tindrien jutge propi. Les autoritats de Besalú sentiren que estaven perdent el control de terres properes i en diverses ocasions van ignorar el privilegi durant el segle XIV.
Entre 1312 i 1318 el bisbe de Girona, Guillem de Vilamarí encarrega la defensa del castell al noble Guillem de Cabanelles. Aquest fet fa pensar en la continuïtat de la família Cabanelles en el castell. El bisbat de Girona va continuar tenint la possessió d'aquest indret, exercint la jurisdicció civil.
A finals de segle xiv la rellevància militar del castell va créixer pels atacs anglesos i francesos. Per això el castell es va reformar el 1368, obligant els veïns a participar en les obres. Cada vegada que arribaven mercenaris la gent es refugiava al castell amb possessions i bestiar, el que va passar cinc anys entre el 1362 i el 1389.
La inestabilitat al castell es va mantenir durant el segle xv, quan durant la Guerra Civil Catalana va ser un dels castells que va prendre partit pel bàndol de la diputació del General.
Ben entrat el segle xix, sembla que aquest castell va ser comprat pels propietaris de Ca n'Usall, al veïnat d'Usall.